# ほ座カッパ星
ほ座κ星は、ほ座の恒星で2等星。ニセ十字を形成する恒星の1つでもある。

## 特徴
周期116.65日の分光連星である。

## 名称
固有名のマルケブ (Markeb) は、アラビア語で「乗り物」を意味するmarkabに由来する。これはペガスス座α星のマルカブ (Markab) と同じ語源である。markebまたはmarkabが指し示す乗り物については、これをアルゴー船であったとする説もあるが、アルゴー船に対しては「船」を意味するal-safinahが充てられているため誤りとする反証もあり、謎のままとなっている。ペガスス座α星には、2016年6月30日に国際天文学連合の恒星の命名に関するワーキンググループ (Working Group on Star Names, WGSN) によって、一足早くMarkab が固有名として正式に定められた。後の2017年9月5日、ほ座κ星にもMarkebという固有名が定められた。